# 袁凤仪
袁凤仪（1920年5月—2013年2月26日），山东省茌平县袁楼村人，中华人民共和国军事将领。

## 生平
1938年8月，加入中国共产党，任八路军津浦支队政治部宣传、民运队队员。1939年11月，任山东纵队二支队八大队指导员、三营副教导员、二旅营教导营。1942年10月后，任中共山东干榆县委常委、县大队副政委、金山区区委书记。1944年10月，入滨海区党委党校学习，结业后留校工作。1946年8月后，任滨海分区二团党委委员、政治处副主任，中共莒县县委常委、莒县独立团副政委、党委书记，滨海训练团政委、党委书记。1948年6月至12月，担任竹庭独立团政委（团子肖德）。1949年4月，任华东军区大伞兵总队政委、党委书记，华东军区教导总队党委常委、政治部主任。
1951年9月，任华东军区空军政治部组织部部长、空军纪委委员。参加朝鲜战争，获朝鲜二级国旗勋章。1955年，被授予上校军衔，荣获三级独立自由勋章、二级解放勋章。1956年8月至1959年2月，任军区空军后勤部政委、党委书记、空军党委委员。1959年3月，调任空军第八师政委、党委书记。1960年，晋升大校军衔。1973年1月至1977年10月，任中国人民解放军空军第十军政治部主任。1973年1月至1979年1月，任空军第十军副政委、党委副书记。1980年12月至1983年离休。1983年5月，任南京军区空军政治部主任、空军党委常委。1988年7月，荣获二级红星功勋荣誉章。2013年2月26日，袁凤仪因病在江苏南京逝世，享年93岁。